# Mulayam Singh Yadav

Mulayam Singh Yadav (2012)

Mulayam Singh Yadav, född 22 november 1939 i distriktet Etawah i Uttar Pradesh, död 10 oktober 2022 i Gurgaon i Haryana, var en indisk politiker som flera gånger var chefsminister (Chief Minister) i delstaten Uttar Pradesh. År 1996–1998 tjänstgjorde han som Indiens försvarsminister. 
Yadav satt som ledamot i den lagstiftande församlingen i Uttar Pradesh sedan 1967, och blev delstatsminister första gången 1977. Chefsminister i samma delstat blev han första gången 1989. Han var 1992 med och grundade Samajwadi Party, för att sedan bli premiärminister för detta parti 1993. Tre år senare, 1996, valdes Yadav in i Lok Sabha och utsågs till försvarsminister i Indiens regering. Efter att ha omvalts till Lok Sabha 1998 och 1999 kunde Yadav så bilda sin tredje regering i Uttar Pradesh 2003 efter Mayawatis avgång.